# Mentha japonica
Mentha japonica (м'ята японська) — вид губоцвітих рослин родини глухокропивових, поширених в Японії.

## Опис
Це багаторічна рослина, висота якої досягає 20–40 сантиметрів. М'ята поширюється і розмножується клонально за допомогою тонких кореневищ. Листя довгасте з цільними краями, а квіти варіюються від білих до блідо-фіолетових.

## Поширення та екологія
Японія: Хоккайдо, Хонсю.

## Використання
Як і інші м'яти, Mentha japonica використовується і як ароматична трава, і як традиційний засіб.